# آی‌ام‌آی جلیل
جلیل خانواده ای از سلاح‌های کوچک ساخت کشور اسرائیل است. این سلاح توسط عزرائیل گالیل و یاکو لی اُر در اواخر دهه ۱۹۶۰ طراحی شد و توسط صنایع نظامی اسرائیل به تولید انبوه رسید.

## مصرف‌کنندگان

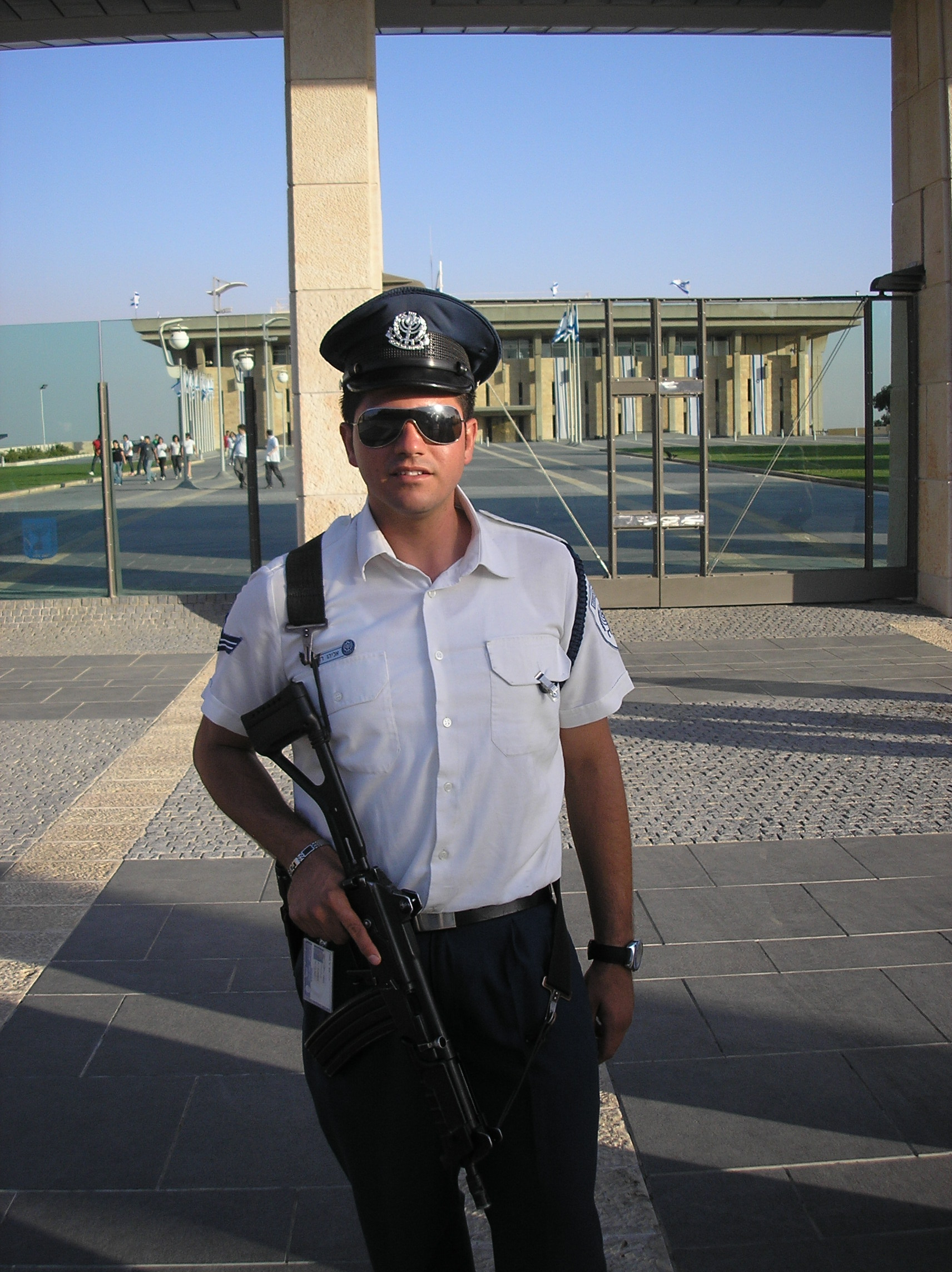
Knesset Guard with Galil

- بولیوی[۲]
- بوتسوانا[۲]
- برزیل[۲][۳]
- کامرون[۴]
- جمهوری آفریقای مرکزی[۵][۶][۷]
- چاد[۸]
- شیلی
- کلمبیا[۹][۱۰][۱۱]
- کاستاریکا[۲]
- جمهوری دموکراتیک کنگو[۲]
- جیبوتی[۱۲]
- جمهوری دومینیکن
- السالوادور[۱۳]
- استونی[۱۴][۱۵][۱۶][۱۷]
- فیجی[۱۸][۱۹]
- گرجستان[۲۰]
- گواتمالا[۲۱]
- هائیتی[۲]
- هندوراس:
- هند[۲]
- اندونزی[۲۲]

- اسرائیل[۲۳][۲۴]
- ایتالیا[۲۵][۲۶][۲۷]
- کنیا[۲۸]
- لسوتو[۲]
- مالاوی[۲۹]
- مکزیک[۳۰]
- مغولستان[۳۱][۳۲]
- میانمار[۳۳]
- نپال[۲]
- نیکاراگوئه[۲]
- پاناما
- پاپوآ گینه نو[۳۴]
- پاراگوئه[۳۵]
- پرو[۲]
- فیلیپین[۲][۳۶]
- پرتغال[۳۷]
- رواندا[۲]
- آفریقای جنوبی[۳۸]
- اسواتینی[۲]
- تانزانیا[۳۹]
- تایلند[۴۰]
- ترینیداد و توباگو.[۲]
- اوگاندا[۴۱]
- اوکراین[۴۲]
- ویتنام[۴۳][۴۴] و ایران